# Dramaserie
Een dramaserie is een televisiegenre dat gebruikt wordt om bepaalde televisieseries te karakteriseren waarin de lezer of kijker inhoudelijk veel te zien krijgt van bepaalde persoonlijke ontwikkelingen van een of meer hoofdpersonen in het verhaal. Een drama behandelt doorgaans een emotioneel thema, en is erop gericht om de kijker of lezer zich in (een) bepaald(e) personage(s) in te laten leven zodat zij hun gevoelens kunnen voelen, en zij zich kunnen identificeren met de hoofdpersoon.
Een dramaserie is veelal fictief.

## Voorbeelden
- The Sopranos
- Rescue Me
- Breaking Bad
- Sons of Anarchy
- Dexter
- Gilmore Girls